# Steve Sumner
Steve Sumner (Preston, 2 de abril de 1955-8 de febrero de 2017) fue un futbolista británico nacionalizado neozelandés que jugaba como mediocampista. Representando a la selección neozelandesa jugó 58 partidos oficiales, en los que marcó 22 goles. En 2010 recibió la condecoración del Orden del Mérito de la FIFA y en 2016 se le otorgó la Orden del Mérito de Nueva Zelanda por sus servicios al fútbol.
Desempeñó la mayor parte de su carrera en el Christchurch United, club con el que ganó en cuatro ocasiones la Liga Nacional de Nueva Zelanda y en cuatro oportunidades la Copa Chatham.
Además de un corto paso por el fútbol australiano, también logró coronarse campeón de la Liga Nacional 1983 y la Copa Chatham 1984 con el Manurewa; y de la Copa Chatham 1987 con el Gisborne City.
Disputó la Copa de las Naciones de la OFC 1980, pero principalmente fue partícipe de la exitosa campaña de clasificación de los All Whites para la Copa Mundial de 1982, en la que capitaneó al equipo en sus tres encuentros.
Falleció el 8 de febrero de 2017 luego de un año de padecer cáncer de próstata.

## Carrera
Debutó en 1973 jugando para el Christchurch United. Ese mismo año logró su primer título, al consagrarse en la Liga Nacional, conquista que en ese entonces significaba apenas el segundo trofeo para el elenco en su historia. Al año siguiente el Christchurch terminó segundo en la competición nacional, pero ganó la Copa Chatham al vencer 2-0 en la final al Wellington Diamond United. En 1975 Sumner junto con sus compañeros logró el doblete, ganando tanto la liga como la copa. En 1976 el Christchurch volvió a ganar la Copa Chatham, siendo el primer club en ganar tres veces consecutivas el torneo desde que el Waterside lo lograra entre 1938 y 1940; y no volvería a suceder hasta que el Waitakere City ganara las ediciones de 1994, 1995 y 1996. Su última consagración con el equipo de la Isla Sur en su primera etapa con el club fue la Liga Nacional 1978.
En 1981 Sumner dejó el equipo neozelandés para jugar en el Newcastle United de la National Soccer League australiana, en la que colaboró a lograr el 10.º puesto entre 16 equipos. En 1982 pasó al West Adelaide, con el que terminó en 9.º lugar. En 1983 regresó a Nueva Zelanda al firmar con el Manurewa de Auckland, y ese mismo año ganó la Liga Nacional siendo máximo goleador, mientras que al año siguiente se coronaría campeón de la Copa Chatham. En 1987 jugó para el Gisborne City, donde volvió a ganar el torneo de copa. Ya en el ocaso de su carrera, desempeñó sus dos últimos años, entre 1988 y 1989 jugando para el Christchurch United, con el que ganó la liga en 1988 y la copa en 1989.

### Clubes
| Club                | País          | Año       |
| ------------------- | ------------- | --------- |
| Christchurch United | Nueva Zelanda | 1973-1980 |
| Newcastle United    | Australia     | 1981      |
| West Adelaide SC    | Australia     | 1982      |
| Manurewa AFC        | Nueva Zelanda | 1983-1986 |
| Gisborne City       | Nueva Zelanda | 1987      |
| Christchurch United | Nueva Zelanda | 1988-1989 |

### Selección nacional
Hizo su debut oficial con la selección neozelandesa el 13 de septiembre de 1976 en un amistoso contra Birmania que terminó con victoria para los All Whites por 2-0. En 1980 participó en la desastrosa campaña de su país en la Copa de las Naciones de la OFC. A pesar de que Sumner anotó un gol ante Tahití, el combinado neozelandés perdió ese partido 3-1 y el siguiente frente a Fiyi 4-0, quedando eliminado en fase de grupos a pesar de vencer 6-1 a las Islas Salomón en su último encuentro.
Al año siguiente Steve fue parte del exitoso proceso clasificatorio para el Mundial de 1982. En la primera ronda, le marcó a Australia en un empate 3-3 y anotó seis goles en el 13-0 sobre Fiyi. El hecho de marcar esa cantidad fue un récord en un partido de eliminatorias para la Copa Mundial hasta que en 2001 el australiano Archie Thompson le marcara 13 goles a Samoa Americana en la victoria de su seleccionado por 31-0. En la segunda y última ronda le convirtió un gol ante Kuwait en un empate 2-2 en territorio kuwaití, a su vez que inició en los seis partidos, incluyendo el último, una victoria por 5-0 sobre Arabia Saudita en el último partido, cuando ese resultado era el único que le permitiría al seleccionado neozelandés disputar un desempate con China. Dicho desempate, jugado en Singapur el 10 de enero de 1982 fue victoria por 2-1 para Nueva Zelanda, que tuvo a Sumner en el mediocampo. Significó la primera clasificación a la Copa Mundial para el equipo representativo del país. Ya en España, Sumner capitaneó a los Kiwis en las derrotas por 5-2 ante Escocia, en la que marcó uno de los goles neozelandeses, 3-0 ante la Unión Soviética y 4-0 frente a Brasil. Jugaría su último partido para Nueva Zelanda el 23 de junio de 1988 ante Arabia Saudita, en una victoria neozelandesa por 3-2. Totalizó 58 encuentros oficiales y 22 goles, aunque si se contabilizan los partidos no oficiales, llegó a jugar 105 partidos con su seleccionado.

## Palmarés
| Título                | Club                | País          | Año  |
| --------------------- | ------------------- | ------------- | ---- |
| Liga Nacional         | Christchurch United | Nueva Zelanda | 1973 |
| Copa Chatham          | Christchurch United | Nueva Zelanda | 1974 |
| Liga Nacional         | Christchurch United | Nueva Zelanda | 1975 |
| Copa Chatham          | Christchurch United | Nueva Zelanda | 1975 |
| Copa Chatham          | Christchurch United | Nueva Zelanda | 1976 |
| Liga Nacional         | Christchurch United | Nueva Zelanda | 1978 |
| Liga Nacional         | Manurewa            | Nueva Zelanda | 1983 |
| NZFA Challenge Trophy | Manurewa            | Nueva Zelanda | 1984 |
| Copa Chatham          | Manurewa            | Nueva Zelanda | 1984 |
| Copa Chatham          | Gisborne City       | Nueva Zelanda | 1987 |
| Liga Nacional         | Christchurch United | Nueva Zelanda | 1988 |
| Copa Chatham          | Christchurch United | Nueva Zelanda | 1989 |

### Distinciones individuales
| Distinción                                    | Año  |
| --------------------------------------------- | ---- |
| Futbolista del año de Nueva Zelanda           | 1983 |
| Goleador de la Liga Nacional de Nueva Zelanda | 1983 |